# 1941年の野球
1941年の野球（1941ねんのやきゅう）では、1941年の野球界における動向をまとめる。

## 競技結果

### 日本プロ野球

#### ペナントレース
| 順位 | 球団       | 勝利 | 敗戦 | 引分 | 勝率 | ゲーム差 |
| ---- | ---------- | ---- | ---- | ---- | ---- | -------- |
| 優勝 | 東京巨人軍 | 62   | 22   | 2    | .738 | -        |
| 2位  | 阪急軍     | 53   | 31   | 1    | .631 | 9.0      |
| 3位  | 大洋軍     | 47   | 37   | 3    | .560 | 15.0     |
| 4位  | 南海軍     | 43   | 41   | 0    | .512 | 19.0     |
| 5位  | 阪神軍     | 41   | 43   | 0    | .488 | 21.0     |
| 6位  | 名古屋軍   | 37   | 47   | 0    | .440 | 25.0     |
| 7位  | 黒鷲軍     | 28   | 56   | 1    | .333 | 34.0     |
| 8位  | 朝日軍     | 25   | 59   | 1    | .298 | 37.0     |

#### 個人タイトル
| タイトル     | 選手     | 球団   | 成績      |
| ------------ | -------- | ------ | --------- |
| 最優秀選手   | 川上哲治 | 巨人   |           |
| 首位打者     | 川上哲治 | 巨人   | .310      |
| 最多本塁打   | 服部受弘 | 名古屋 | 8本       |
| 最多打点     | 川上哲治 | 巨人   | 57打点    |
| 最多盗塁     | 坪内道則 | 朝日   | 26盗塁    |
| 最多安打     | 川上哲治 | 巨人   | 105安打   |
| 最高出塁率   | 川上哲治 | 巨人   | .395      |
| 最優秀防御率 | 野口二郎 | 大洋軍 | 0.88      |
| 最多勝利     | 森弘太郎 | 阪急   | 30勝      |
| 最多奪三振   | 中尾輝三 | 巨人   | 179奪三振 |
| 最高勝率     | 森弘太郎 | 阪急   | .789      |

#### ベストナイン
この年は選出なし

### 東京大学野球
- 9月11日 - 文部省の意向により土曜開催禁止、日曜・祭日のみの開催となる。
  - 春 - 法大が7勝2敗1分で優勝。
  - 秋 - 早大が4勝1敗で優勝。

### 中等野球
- 第18回選抜中等学校野球大会優勝：東邦商（愛知県）
- 第27回全国中等学校優勝野球大会中止（関特演にともなう軍隊輸送のため）

### メジャーリーグ
- ワールドシリーズ

## できごと

### 1月
- 1月13日[3] - 召集で選手が不足し、さらに新聞統廃合令によって名古屋の親会社である新愛知新聞社と金鯱の親会社である名古屋新聞社が合併する可能性が出てきたため、金鯱がその球団の親会社である名古屋新聞社が球団経営から撤退し、同じく選手数が不足していた翼軍と対等合併して、大洋軍を結成した。
- 1月17日 - ライオン軍が「朝日軍」に改称[4]。

### 3月
- 3月5日 - 日本野球連盟会長に前台湾総務長官の森岡二朗が就任[4]。

### 4月
- 4月14日 -黒鷲軍対阪神軍戦（後楽園球場）において、黒鷲の亀田忠が2度目のノーヒットノーランを達成、スコアは1対0。

### 6月
- 6月22日 - 黒鷲対名古屋軍戦（後楽園）において、黒鷲の中河美芳と石原繁三の継投によるノーヒットノーランが達成[5]、スコアは2対0。

### 7月
- 7月13日 - 阪神対大洋軍戦がプロ野球新記録となる延長20回の試合となる[4]。
- 7月16日 - 東京巨人軍対名古屋戦（後楽園）において 名古屋の中尾輝三が2度目のノーヒットノーランを達成、スコアは3対0。
- 7月19日 -【MLB】セントルイス・ブラウンズのジョージ・マックイーンがサイクル安打を達成。

### 8月
- 8月2日 - 阪急軍対名古屋戦（ 阪急西宮球場）において、阪急の江田孝と森弘太郎の継投によるノーヒットノーランが達成[5] 、スコアは2対0。
- 8月30日 -【MLB】セントルイス・カージナルスのロン・ウォーネキーが対シンシナティ・レッズ戦においてノーヒットノーランを達成、スコアは2対0。

### 10月
- 10月6日 - 【MLB】ワールドシリーズ第5戦がエベッツ・フィールドにおいて行われ、アメリカンリーグのニューヨーク・ヤンキースが、ナショナルリーグのブルックリン・ドジャースに3対1で勝利して、4勝1敗で2年ぶり9度目の優勝。
- 10月27日 - 阪急対名古屋戦（西宮）において阪急の森弘太郎がノーヒットノーランを達成、スコアは2対0。
- 10月29日 - 巨人対阪神戦（後楽園）において巨人が6対0で勝利し、巨人の優勝が決定[4]。

## 誕生

### 1月
- 1月3日 - 水谷寿伸
- 1月3日 - 三沢今朝治
- 1月18日 - ミッキー・マクガイア

### 2月
- 2月6日 - 鈴木皖武
- 2月11日 - 瀧安治（+ 2003年）
- 2月12日 - マーク・ブラウンスタイン
- 2月13日 - 山尾孝雄
- 2月20日 - クライド・ライト
- 2月23日 - 矢ノ浦国満

### 3月
- 3月5日 - 森光正吉
- 3月8日 - 住吉重信
- 3月23日 - リー・メイ（+ 2017年）

### 4月
- 4月8日 - 武上四郎（+ 2002年）
- 4月12日 - 西村省一郎（+ 1988年）
- 4月14日 - ピート・ローズ
- 4月16日 - 石岡康三
- 4月30日 - 織田光正

### 5月
- 5月11日 - 朝井茂治（+ 2010年）
- 5月11日 - 栽弘義（+ 2007年）
- 5月21日 - ボビー・コックス

### 6月
- 6月1日 - ディーン・チャンス（+ 2015年）
- 6月4日 - 三宅博
- 6月4日 - 石戸四六（+ 1980年）
- 6月22日 - 荻野一雄
- 6月25日 - 大橋勲
- 6月26日 - 三好守（+ 2010年）

### 7月
- 7月1日 - 石黒和弘
- 7月16日 - 村瀬広基
- 7月17日 - 高木守道（+ 2020年）
- 7月31日 - 新治伸治（+ 2004年）

### 9月
- 9月16日 - 渡辺秀武（+ 2007年）
- 9月27日 - 井上善夫

### 11月
- 11月6日 - 富恵一（+ 1974年）
- 11月7日 - クラレンス・ジョーンズ
- 11月13日 - メル・ストットルマイヤー（+ 2019年）
- 11月27日 - 久保祥次

### 12月
- 12月1日 - 金田星雄
- 12月3日 - ディック・ディサ（+ 2012年）
- 12月5日 - 野田征稔

## 死去
- 6月2日 - ルー・ゲーリッグ（* 1903年）